# François-Louis Schmied
Pour les articles homonymes, voir Schmied.
François-Louis Schmied, né à Genève le 8 novembre 1873 et mort à Tahanaout, au Maroc, en janvier 1941, est un peintre, graveur sur bois, imprimeur, éditeur, illustrateur, et relieur français d'origine suisse. 
Il est considéré comme un artiste majeur du style « Art déco », notamment dans le domaine de l'édition pour bibliophiles.

## Biographie

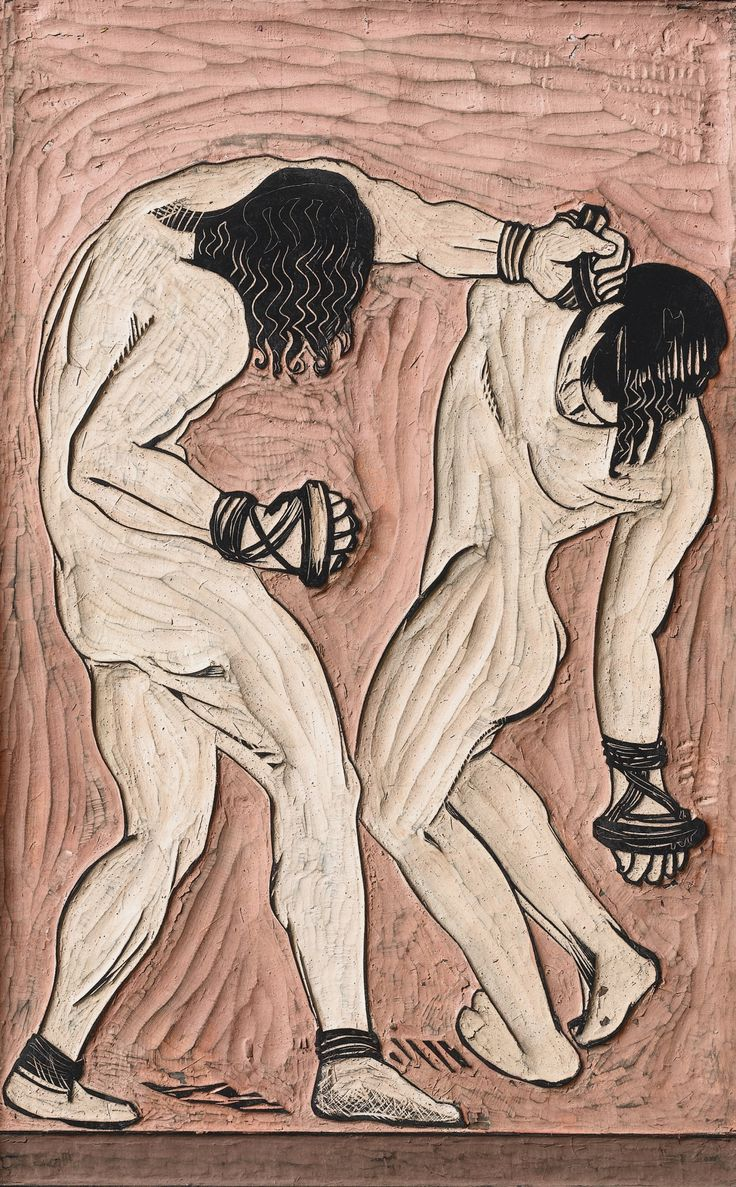
Les Lutteurs, panneau en bois colorié (1925).

D'origine suisse, François-Louis Schmied s'établit en France, puis est naturalisé français, et enfin s'exile au Maroc vers 1931-1932. Il est le père du graveur Théo Schmied, qui a dirigé l'atelier de son père à partir de 1924.
François-Louis Schmied, qui maîtrisait tous les métiers du livre, a conçu et réalisé des ouvrages de luxe, à tirages limités (20 à 150 exemplaires), dont la préciosité exigeait plusieurs années de travail (de 2 à 6 ans pour chaque titre). Graveur sur bois expérimenté, il a notamment pratiqué la technique longue et délicate du camaïeu afin d'obtenir des illustrations en couleur.
« D'un raffinement extrême, ses livres et ses reliures firent le bonheur des bibliophiles les plus exigeants de l'entre-deux-guerres et sont aujourd'hui très recherchés. »,.
François-Louis Schmied apprend la gravure sur bois pendant ses études à l'École des arts industriels de Genève, où il entre à l'âge de 17 ans, et la peinture, son autre passion, à l'École des beaux-arts de Genève,. En 1895, à 22 ans, il quitte la Suisse pour s'installer à Paris, où il complète sa formation dans les arts du livre aux cours du soir de l'École Estienne. En 1899, Schmied et ses amis d'origine suisse fondent l’Association des artistes suisses.
En 1910, la Société du livre contemporain le remarque et lui demande de graver sur bois 90 illustrations en couleur du peintre animalier Paul Jouve pour Le Livre de la Jungle,. À cette occasion, Schmied fait installer deux presses à bras dans l'atelier du XIVe arrondissement de Paris. En raison de la guerre, le livre ne sera achevé qu'en 1918. Cet ouvrage est considéré comme l'un des chefs-d'œuvre de la bibliophilie du XXe siècle.
Au cours de la Première Guerre mondiale, François-Louis Schmied perd l'usage d'un œil.
En 1922, Schmied devient éditeur, un autre métier du livre qui vient compléter ses talents de peintre, graveur, typographe, maquettiste, relieur, et imprimeur,. Désormais, il peut concevoir et réaliser ses livres dans leur intégralité, et les éditer, entrant au service d'Albert Morancé et participant à la revue d'art Byblis. Il imprime à cette époque L'Imagier de la Société de la gravure sur bois originale.
Son atelier bénéficie alors d'une excellente réputation, à laquelle n'est pas étranger le côté humain de Schmied : « Sa prédilection pour les récits romanesques entourés de décors fantastiques et les bons rapports sociaux qu'il entretenait avec ses amis artistes, ses apprentis et ses employés contribuèrent également à la gloire de l'Atelier Schmied. »
À partir de 1922, le sculpteur et illustrateur Gustave Miklos collabore avec Schmied. Il lui soumet des projets d'illustrations et d'ornements, dessinés selon sa propre imagination ou d'après les indications données par Schmied sous forme de maquettes, croquis, gouaches, , etc. Schmied gravera sur bois la plupart de ces dessins pour enrichir la décoration d'une partie de ses livres. Conformément au souhait de Miklos, cette collaboration resta longtemps anonyme.
En 1924 paraît un recueil de poèmes d'Anna de Noailles, Les Climats, dont la Société du livre contemporain avait confié l'illustration à Schmied. Schmied avait exposé les aquarelles originales en 1921, à la galerie Georges Petit, et, dès l'année suivante, il en présentait les gravures sur bois.
Schmied a fait partie du groupe composé des artistes Jean Dunand, Jean Goulden, Paul Jouve et lui-même. Avec eux, il participe à plusieurs expositions, notamment à la Galerie Georges Petit, à partir de 1921, et à la galerie Charpentier.

## Principales  œuvres

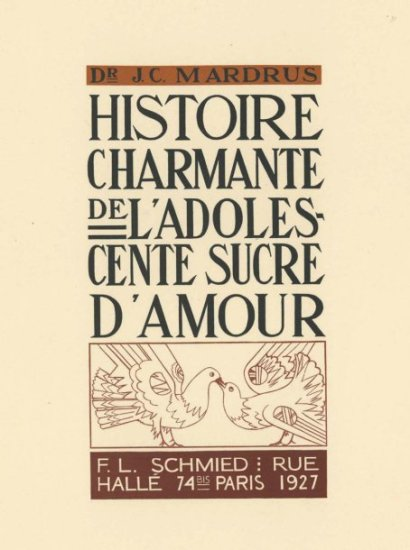
J. C. Mardrus, Histoire charmante de l'Adolescente Sucre d'Amour publié à Paris chez l'artiste en 1927.

Les illustrations de ces ouvrages ont été gravées sur bois par F.-L. Schmied (sauf exceptions indiquées), soit d'après ses propres dessins, soit d'après des dessins conçus par d'autres artistes, notamment Gustave Miklos.
- Pierre Louÿs, Aphrodite. Mœurs antiques., exemplaire unique contenant 255 illustrations de F.-L. Schmied (non gravées sur bois), Paris, 1910. Édition publiée à 5 exemplaires sur vélin d'Arches, chacun devant être illustré par un artiste différent[20].
- Abel Bonnard, La France et ses morts, poème orné de bois gravés par François-Louis Schmied, Paris : Société littéraire de France, 1919
- Rudyard Kipling, Le Livre de la Jungle, illustrations de P. Jouve, F.-L. Schmied, , etc., gravures sur bois de F.-L. Schmied. Paris, Société du Livre Contemporain, 1919.
- Personnages de comédie, Texte d'Albert Flament, illustrations de George Barbier, gravures sur bois de F.-L. Schmied. Paris : Meynal, 1922. Tirage à 150 exemplaires sur vélin de cuve.
- Pierre Louÿs, Les Chansons de Bilitis, illustrations de George Barbier, gravures sur bois de F.-L. Schmied, Paris : Pierre Conrad, 1922[21]. Tirage à 133 exemplaires.
- Gustave Flaubert, Salammbô, avec 6 hors-texte en couleurs et des ornements gravés sur bois par F.-L. Schmied, Paris : Le Livre, 1923. Tirage à 850 exemplaires sur vélin de Voiron.
- Comtesse Anna de Noailles, Les Climats, recueil de 45 poèmes, illustrations et gravures sur bois de F.-L. Schmied, Paris, Société du Livre Contemporain, 1924[22]. Tirage à 125 exemplaires sur papier Japon.
- Alfred de Vigny Daphné, gravures sur bois en couleurs et mise en page de François-Louis Schmied, Paris : F.-L. Schmied, 1924[23].
- Jérôme et Jean Tharaud, Marrakech ou les seigneurs de l’Atlas, 53 illustrations d'André Suréda, gravées par F.-L. Schmied, Lyon, Cercle lyonnais du livre, 1924. Tirage à 152 ex. sur japon.
- Le Cantique des Cantiques, traduction de Ernest Renan, gravures sur bois en couleurs et mise en page de François Louis Schmied, Paris : F.-L. Schmied, 1925. Tirage à 110 exemplaires sur vélin d'Arches.
- L'Offrande lyrique, trad. André Gide, illustrations en couleurs de Jean Berque, gravées sur bois par F.-L. Schmied. Paris : F.-L. Schmied, 1925. Tirage à 120 exemplaires, signés par F.-L. Schmied.
- Paul Fort, Ballades françaises, typographie et illustrations de F.-L. Schmied, s.l. : Cercle lyonnais du livre, 1927, tirage à 120 exemplaires nominatifs de sociétaires, et 45 exemplaires de collaborateurs.
- La Création (les trois premiers livres de la Genèse suivis de la Généalogie adamique), traduit par Joseph-Charles Mardrus, illustrations de F.-L. Schmied, Paris : s. n., 1928. Tirage à 195 exemplaires.
- Le Livre de la vérité de la parole, transcription des textes égyptiens antiques par J.-C. Mardrus, Paris : F.-L. Schmied, 1929. Tirage à 150 exemplaires sur vélin d'arches.
- Ruth et Booz, traduction littérale des textes sémitiques par Joseph-Charles Mardrus, Paris, F. L. Schmied, 1930. Tirage à 172 exemplaires, 28 compositions de F.-L. Schmied, gravées sur bois en couleurs.
- Le Livre des rois, traduit par Joseph-Charles Mardrus, Lausanne, Gonin & Cie, 1930. 30 illustrations en couleurs de Schmied gravées sur bois et imprimées par Philippe Gonin. Tirage à 195 exemplaires.
- Les Mille et Une Nuits : Histoire de la princesse Boudour conte des Mille et une nuit traduit par Joseph-Charles Mardrus, illustrations de François-Louis Schmied, Paris, s. n., 1926. Tirage à 20 exemplaires numérotés sur japon[24].

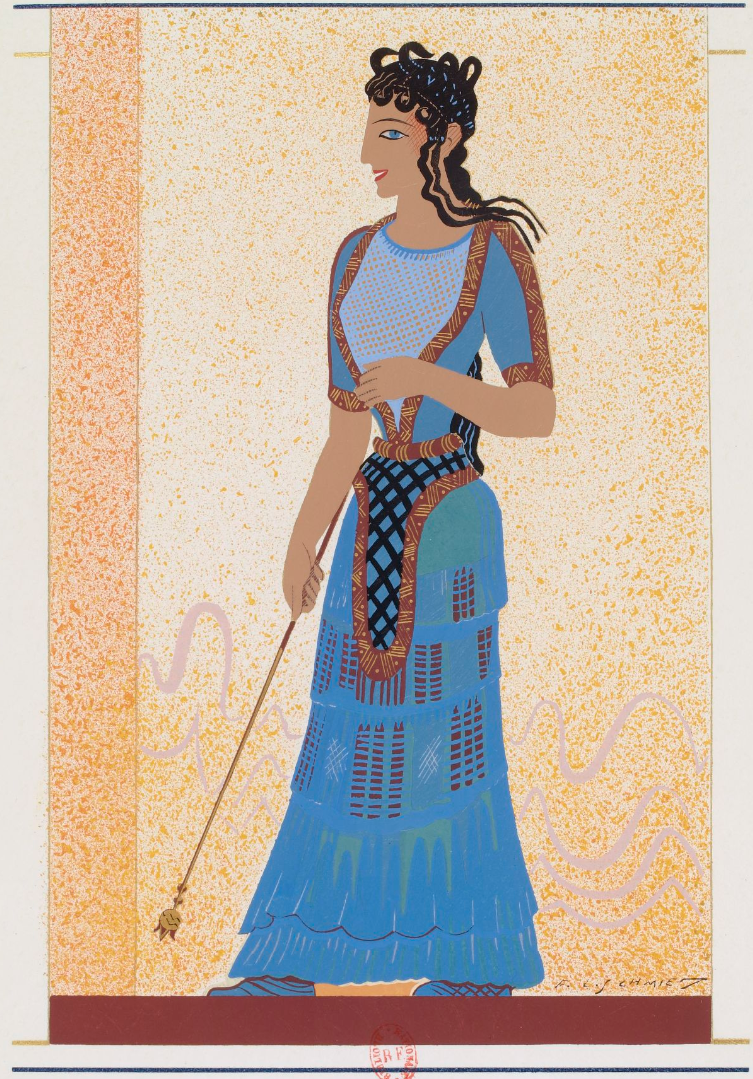
Illustration pour L’Odyssée d'Homère, volume III, page 173.

- Oscar Wilde : Deux contes, éd. illustrée de compositions en couleurs de F.-L. Schmied, Paris : F.-L. Schmied, 1926[25]. Tirage à 150 exemplaires sur vélin.
- Suétone : Les Douze Césars, traduction de Joseph Estève, préface de Louis Barthou, illustrations de François-Louis Schmied, Paris : F.-L. Schmied, 1928[26].
- Homère : L'Odyssée, traduction de Victor Bérard, illustrations et décors de François-Louis Schmied, gravés sur bois par Théo Schmied, coloriés au pochoir par Jean Saudé, Paris : Compagnie des bibliophiles de l'automobile-club de France, 1930-1933[27].
- Joseph-Charles Mardrus Histoire charmante de l'adolescente Sucre d'amour, Paris, F.-L. Schmied, 1927. Tirage unique à 25 exemplaires sur japon, signés par Schmied.
- Le Paradis musulman, traduit par Joseph-Charles Mardrus, F.-L. Schmied, Paris : 1930. Tirage à 177 exemplaires sur japon.
- Peau-Brune : de St-Nazaire à La Ciotat, journal de bord de François-Louis Schmied, compositions de François-Louis Schmied, Lyon : Société des Trente de Lyon, 1931
- Chemin de croix, [vers 1931]. Suite de 14 gouache inédites de F.-L. Schmied, exécutées pour Gaston Gradis, illustrant la Passion du Christ.
- Chateaubriand, Les Aventures du dernier Abencerage, typographie et illustrations de F.-L. Schmied (la gravure sur bois et l'impression ont été exécutées avec la collaboration de Thomas Schmied, son fils, dit « Théo »), Paris : Les Bibliophiles de l'Amérique latine, 1930. Tirage à 140 exemplaires sur arches.
- Rudyard Kipling, Kim, Lausanne, Gonin & Cie, 1930[28].
- Paul Morand, Paysages méditerranéens, 68 compositions en couleurs de F.-L. Schmied, gravées sur bois avec l'assistance de son fils Théo, Paris : chez l'artiste, 1933. Tirage à 110 exemplaires sur vélin d'Arches.